# Ladislav Haněl
Ladislav Haněl (19. září 1850 Třebíč – 30. května 1925 Hradec Králové) byl český umělecký kovář, zámečník, pedagog, ředitel odborné školy pro umělecké zámečnictví a první ředitel městského průmyslového muzea v Hradci Králové (1896–1909). Byl ceněným teoretikem a autorem několika odborných monografií. Byl také členem obecního zastupitelstva.
Byl jmenován rytířem Řádu císaře Františka Josefa.
Pohřben byl na katolickém hřbitově v Pouchově.

## Rodina
Byl synem národního buditele, zemského poslance a spisovatele MUDr. Jana Miloslava Haněla (1808–1883), který se zasloužil o českost Třebíče, a Leontýny, roz. Eschlerové.
Měl tři bratry:
- Miloslav Haněl
- Otakar Haněl
- prof. JUDr. Jan Jaromír Hanel

## Studium a kariéra
Narodil se v Třebíči, ale nižší gymnázium šel studovat do Jindřichova Hradce (1860–1865), avšak nedokončil jej. Více jej přitahovaly praktické dovednosti. Proto poté studoval zámečnictví v Třebíči (1866–1868).

### Cesta po Evropě
Následně se začal věnovat uměleckému zámečnictví. Pracoval a praxi získával na mnoha místech – nejprve v letech 1868 až 1870 v Praze v závodě J. Janouška a u firmy Breitfeld a Evans ve strojní dílně. Poté se vydal na studijní cestu po Evropě a v letech 1870 až 1879 pracoval v těchto městech:
- ve Vídni v Rakousku (ve závodech J. Vojtěcha, Griedla a v oddělení arsenalu Precissions Werkstätte)
- v Mnichově a Rosenheimu v Bavorsku (kam odjel z Vídně 1873)
- v Curychu (Sitterdingův závod na výrobu kas) a v Ženevě (dva roky Van Leisenova odborná dílna) ve Švýcarsku,
- v Kolíně nad Rýnem (1876) v Německu,
- v Paříži (dílny Maison Hamet & Comp., do 1877) ve Francii
- v Rouen a v Le Havre ve Francii
- v Ostende, Bruselu, Antverpách, Marchienne au Pont (Charleroi) v Belgii
- v Paříži opět od jara 1878, když se tam konala světová výstava. Nejprve pracoval jako mechanik v galvanoplastické dílně, později se věnoval výrobě mříží v dílně Arnoult & Guibourgé.

Ve francouzské metropoli také navštěvoval přednášky na tamní konservatoři umění a řemesel. Po poradě s bratrem Jaromírem pokračoval v teoretickém vzdělávání. Další vzdělání tak získal v letech 1879–1881 na uměleckoprůmyslové škole ve Vídni (K.k. Kunstgewerbeschule des k.k. Österreichischen Museums für Kunst und Industrie; u profesorů architekta H. Herdtleho /architektura/, dr. Lineho /praktická chemie/ a S. Schwarze /cizelování/).

### Působení v Hradci Králové

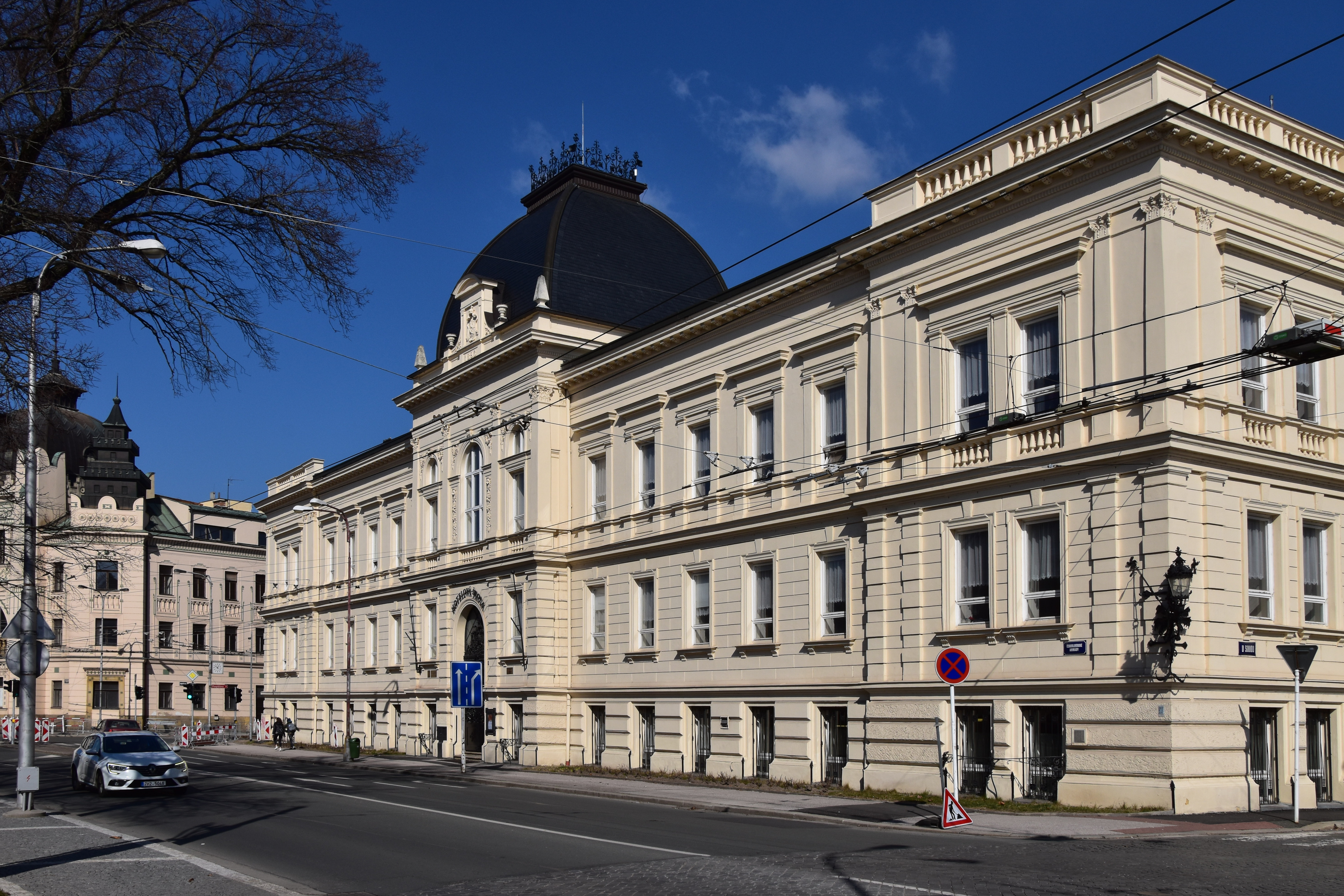
Budova někdejší školy pro umělecké zámečnictví

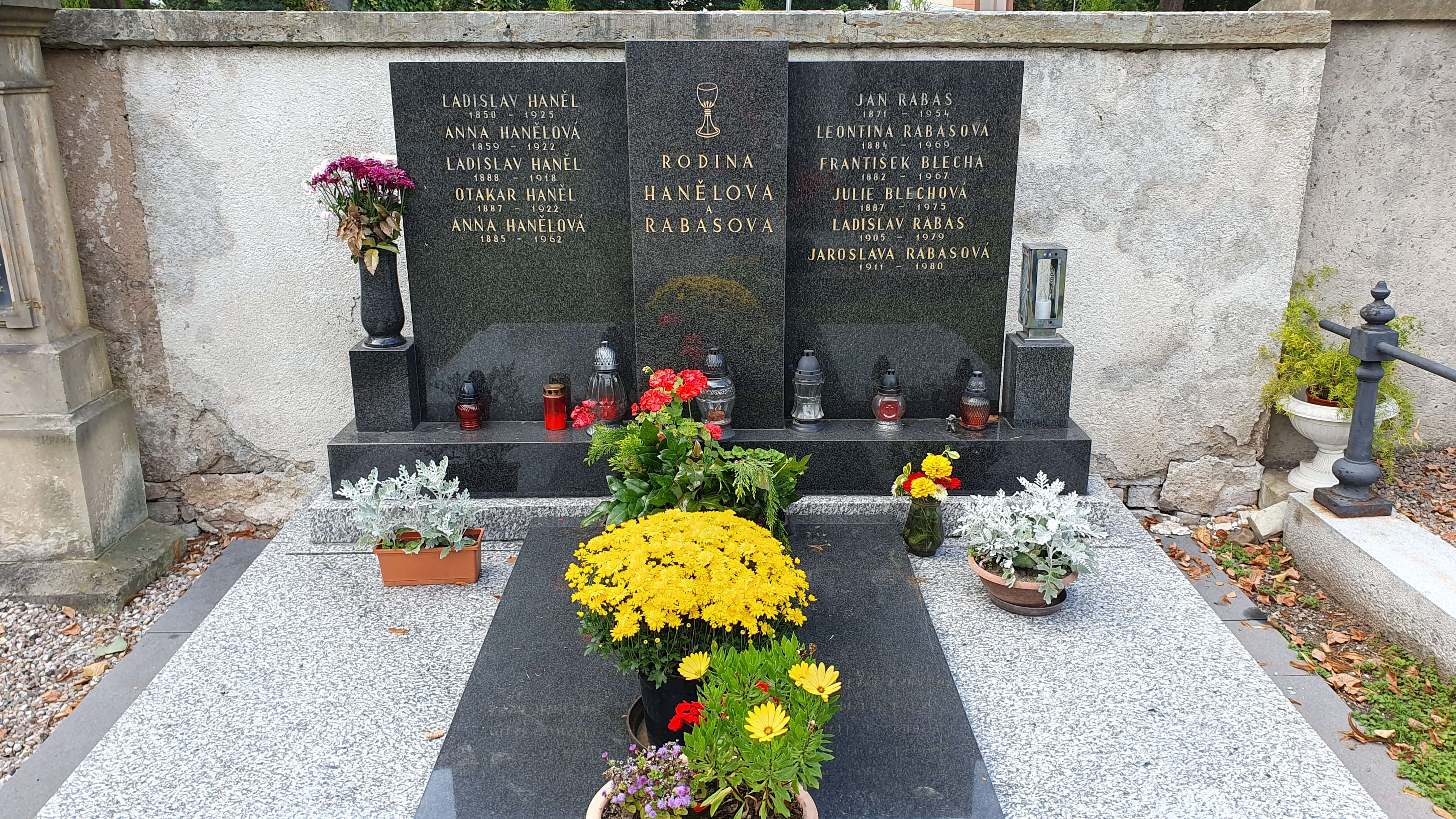
Hrobka na hřbitově v Pouchově, kde byl pohřben

Po absolutoriu ve Vídni se v roce 1881 usídlil v Hradci Králové, kde si založil vlastní dílnu a věnoval se profesi luxusního uměleckého zámečníka. Ve městě ovšem od roku 1880 fungovala odborná škola pro umělecké zámečnictví. Zájem o školu rostl a ve školním roce 1882/83 Haněl nastoupil jako třetí vyučující. Stal se učitelem kreslení a zároveň správcem školy. To mu bylo pouhých 32 let. Od školního roku 1883/84 byl oficiálně jmenován jejím ředitelem. Za jeho působení se škola stala proslulou napříč rakouskou monarchií i Německem. Práce školy i jeho osobní byly oceňovány na řadě výstav. Školu vedl takřka tři desetiletí až do roku 1909 (kresbu učil do roku 1907).
Byl zároveň jedním ze spoluzakladatelů městského průmyslového muzea v Hradci Králové a jeho prvním ředitelem (od jeho vzniku 1896 do roku 1909), zástupcem předsedy Správního výboru muzea a správcem sbírek. V kuratoriu muzea působil nejdříve jako zástupce města, od roku 1901 jako zástupce c.k. ministerstva vyučování a kultu. V muzeu také hned od roku 1896 vedl společně s Antonínem Václavíkem kreslířský kurz. Sám muzeu věnoval sbírku nábytkového bronzového kování z Francie doby Ludvíka XV. a XVI. V muzeu také přednášel, např. "O anglických a amerických nástrojích a jejich vlivu na povznesení průmyslové výroby".
Následovníkem městského muzea, resp. městských muzeí je dnešní Muzeum východních Čech.

## Tvorba
Jeho tvorbu lze zařadit do období a proudu historismu. Hodně vycházel z estetiky novorenesance, v případě liturgických předmětů z novogotiky. Podílel se na přípravě významných výstav, kde byla vystavována jeho díla: jubilejní výstavy v Praze v roce 1891, Národopisné výstavy českoslovanské v Praze v roce 1895, Výstavy inženýrství v roce 1898 i Výstavy obchodních a živnostenských komor v roce 1908, národopisných výstav v Hradci Králové 1894 a 1895.
Škola s výrobky podle jeho návrhu se v roce 1903 také prezentovala na výstavě čes. severovýchodu v Hořicích.
Zároveň patřil ke generaci, která na konci 19. století stála u zakládání kvalitní sítě středních výtvarných škol v Čechách. Vytvořil i zajímavé mřížoví pro zámečnickou školu.

## Publikace
- Spracování kujného železa, jeho vznik, vývoj, úpadek a znovuzrození (1896) – vydalo Historické a průmyslové museum královéhradecké
- Práce uměleckého zámečníka a kováře od století jedenáctého až na naší dobu (1897) – jedná se o souhrn dobových poznatků o vývoji uměleckého kovářství a zámečnictví včetně přehledu odborné terminologie, vydalo Městské průmyslové museum pro severovýchodní část Království českého, dnešní Muzeum východních Čech[13]; během necelých dvou let rozebrán celý náklad 1000 ks.[10]
- Cís. král. odborná škola pro umělecké zámečnictví v Hradci Králové po uplynutí prvního čtvrtstoletí (1899)[14]
- Památky kovaných prací XVI. až XVIII. století v Hradci Králové (1906) – Vydalo Městské průmyslové museum pro severovýchodní část království Českého[15]

Dále publikoval úvahy a kratší odborné texty a také českým názvoslovím přispěl do Ottova německo-českého slovníku.